# OpenTTD
OpenTTD – strategiczna gra czasu rzeczywistego o otwartym kodzie źródłowym będąca klonem gry komputerowej Transport Tycoon Deluxe. Gra zawiera wszystkie opcje oryginału, a dodatkowo wprowadza szereg zmian w rozgrywce i dodatkach. Jednym z usprawnień jest tryb dla wielu graczy, mogących łączyć się poprzez sieć lokalną lub przez Internet.
Wiele dodatków oferowanych przez OpenTTD można znaleźć także w TTDPatch. Obie te produkcje dostępne są na licencji GNU General Public License, jednak OpenTTD, w odróżnieniu od TTDPatch, nie wymaga do poprawnego działania oryginalnych plików graficznych i dźwiękowych Transport Tycoon Deluxe.

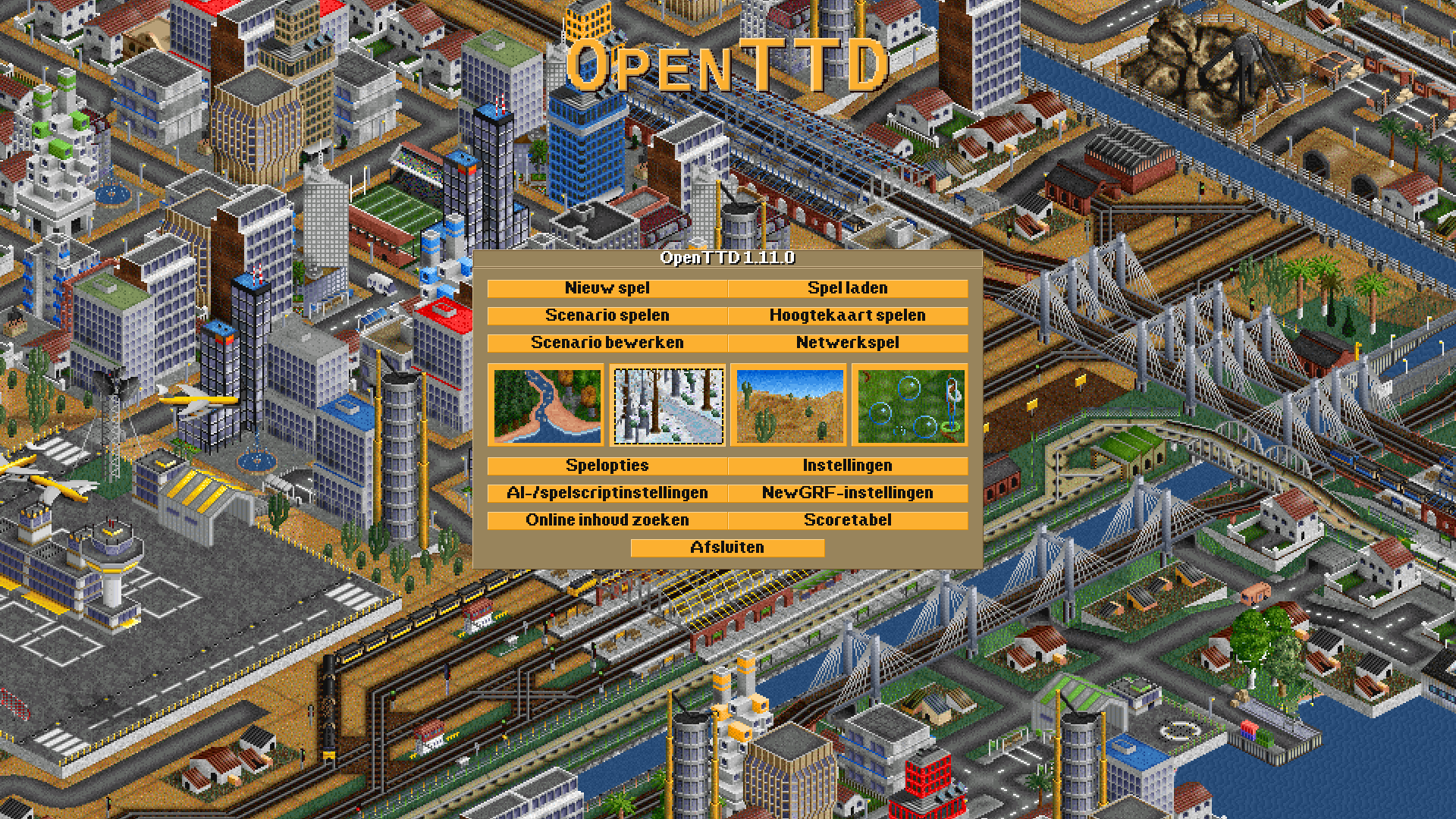
OpenTTD z grafikami OpenGFX, które są udostępniane na licencji GPL

## Historia
Gra Transport Tycoon została wydana w roku 1994, zaś w 1995 do sprzedaży trafiła wersja rozszerzona – Transport Tycoon Deluxe. Gra zdobyła dużą popularność, lecz posiadała błędy w mechanice rozgrywki i ograniczenia techniczne wynikające z możliwości ówczesnych komputerów. Ponadto, była napisana w asemblerze na system operacyjny MS-DOS, co utrudniało jej przenoszenie na nowsze platformy. Pomimo tego, w 1996 roku Fish Technology Group wykonała konwersję dla systemu Windows 95, która została wydana przez MicroProse trzy lata później w The Tycoon Collection – nie dodano żadnych nowych funkcji, ale pojawiło się kilka nowych błędów.
Między 1996 a 1997 rokiem Josef Drexler rozpoczął prace nad TTDPatch – nieoficjalną łatką, która początkowo miała poprawiać najbardziej irytujące niedociągnięcia, lecz później została rozbudowana o szereg udoskonaleń. Chociaż TTDPatch rozszerzał rozgrywkę, wciąż był ściśle związany z pierwotną wersją gry, co znacznie ograniczało dalszy rozwój projektu.
W 2003 roku Ludvig Strigeus zaczął przepisywać grę Transport Tycoon Deluxe na język C metodami inżynierii wstecznej. Wersję 0.1 projektu nazwano OpenTTD i wydano 6 marca 2004. Spotkała się ona z pozytywnym przyjęciem i dołączeniem większej liczby programistów. W 2010 roku ukazała się wersja 1.0.0.
Począwszy od 1 kwietnia 2021 roku gra jest również dostępna na platformie dystrybucji cyfrowej Steam, a od 10 czerwca 2021 także na GOG.com.
Gra jest aktywnie rozwijana, z każdą wersją dodawane są nowe funkcje, pojawiają się ulepszenia oraz naprawiane są nowo znalezione błędy.

## Rozgrywka
W OpenTTD gracz wciela się w rolę przedsiębiorcy z branży transportowej. Jego zadaniem jest zbudowanie prężnie funkcjonującej spółki transportowej. Rozgrywka toczy się na planszy przedstawiającej pewną krainę. Można na niej znaleźć m.in. miasta, fabryki, kopalnie, które czekają na rozpoczęcie świadczenia dla nich usług przewozowych. Świadczenia te są podstawowym źródłem dochodu.
Ładunki i pasażerowie mogą być przewożeni czterema środkami transportu:
- pociągami
- samochodami
- statkami
- samolotami i śmigłowcami

Każdy z tych środków ma pewne zalety oraz wady. Przykładowo, ciężarówki i autobusy są tanie w budowie i bez trudu mogą poruszać się po ulicach miast, lecz mają ograniczoną prędkość i małą ładowność. Natomiast pociągi mogą być bardzo pojemne i poruszają się szybciej (w późniejszych latach mogą być nawet 4-krotnie szybsze od pojazdów drogowych), ale wymagają czasochłonnej i kosztownej budowy infrastruktury.
Świat gry dynamicznie reaguje na poczynania gracza. Fabryki leżące na uboczu głównych szlaków transportowych bankrutują, inne zwiększają produkcję, zaś uruchomienie przewozów pasażerskich umożliwia rozwój miastom. Działalności przedsiębiorstw przyglądają się także władze miejskie, które są negatywnie nastawione do niszczenia środowiska, dużych zmian w ukształtowaniu terenu, wyburzania budynków pod nowe linie kolejowe i drogi czy dużego hałasu z pobliskiego lotniska. W przypadku, gdy gracz zbyt bardzo zaingeruje w ich otoczenie, władze miasta mogą zabronić budowy stacji i terminali pasażerskich na swoim terenie.
W początkowych latach gry dodatkowym przeciwnikiem gracza są ograniczone fundusze oraz kiepski tabor kolejowy. Dlatego konieczne jest szybkie odkrycie dochodowych połączeń, spłacenie przy ich pomocy pożyczek oraz dalsze inwestycje celem pomnożenia zysków. Z biegiem czasu i pojawianiem się nowych technologii, gracz zyskuje dostęp do szybszych i pojemniejszych pojazdów. Przedsiębiorstwo może czasem dostać ofertę przetestowania prototypów nowych pojazdów, które za kilka lub kilkanaście miesięcy trafią na rynek. Przyjąwszy taką ofertę, można być o krok do przodu przed konkurencją, ale trzeba liczyć się z tym, że pojazdy te mogą być mniej niezawodne.

### Porównanie z Transport Tycoon Deluxe

#### Usprawnienia rozgrywki
OpenTTD zawiera wszystkie możliwości oryginalnego Transport Tycoon Deluxe, a także wiele dodatkowych usprawnień, w tym:
- tryb dla wielu graczy poprzez sieć lokalną lub Internet na publicznych serwerach. W pojedynczej grze może brać udział do 255 graczy
- NewGRF – dodatki tworzone przez społeczność, które umożliwiają modyfikację niemal wszystkich elementów rozgrywki (mogą dodawać nowe pojazdy, przedsiębiorstwa, modyfikować grafikę)
- zintegrowana z grą wyszukiwarka NewGRF, która pozwala ściągnąć dodatki z Internetu bez potrzeby otwierania przeglądarki
- CargoDist – dostępny wcześniej jako łatka tryb automatycznego wybierania celu dla określonych rodzajów materiałów przewozowych (pasażerów, poczty, towarów itp.). Umożliwia automatyczne korzystanie ze stacji przesiadkowych.
- nowe algorytmy znajdowania drogi dla pojazdów
- zaawansowane semafory
- szybkie przewijanie czasu (fast forward)
- klonowanie pojazdów
- nowy system sztucznej inteligencji pozwalający na tworzenie własnych botów
- automatyczne odnawianie pojazdów
- możliwość pracy na niemal każdym współczesnym systemie operacyjnym
- możliwość pracy na wielu rozdzielczościach, w oknie i na pełnym ekranie
- nowy generator terenu (TerraGenesis)
- usunięciu wielu limitów, na przykład maksymalna liczba pojazdów danego typu została podniesiona do 5000, maksymalny rozmiar stacji jest nieograniczony
- ulepszenia interfejsu użytkownika
- więcej rozmiarów mapy: od 64x64 do 4096x4096
- kanały wodne
- ulepszona konstrukcja stacji (stacje można budować na skarpach, tak samo jak lotniska czy przystanki autobusowe)
- dodatkowe lotniska
- obsługa ponad 55 języków (w tym języka polskiego) i ponad 40 walut (w tym polskiego złotego)

#### Tryb gry wieloosobowej
Tryb wieloosobowy różni się od trybu dla jednego gracza kilkoma aspektami:
- jedno przedsiębiorstwo może być prowadzone przez dowolną liczbę graczy
- grę można obserwować bez otwierania przedsiębiorstwa
- można zabezpieczyć przedsiębiorstwo hasłem, aby zabezpieczyć je przed niepowołanymi osobami
- gracze mogą przesyłać sobie pieniądze
- opuszczone spółki przez jakiś czas znajdują się w stanie zawieszenia (nie uruchamiają nowych połączeń, nie wymieniają starych pojazdów na nowe). Są one kasowane zazwyczaj po 12 miesiącach (wewnętrznego czasu gry) od momentu opuszczenia

OpenTTD jest zaopatrzony w wyszukiwarkę serwerów, dlatego też do gry przez Internet nie są potrzebne dodatkowe programy.

## Grafika i dźwięki
Grafika w grze jest 8-bitowa. Do wersji 0.7.5 włącznie OpenTTD wymagał do poprawnego działania oryginalnych plików graficznych i dźwiękowych Transport Tycoon Deluxe. Od wersji 1.0.0, dzięki projektom: OpenGFX (grafika), OpenSFX (dźwięk) i OpenMSX (muzyka), gra stała się w pełni niezależna od pierwowzoru, choć wciąż pozostaje możliwość skorzystania z oryginalnych plików.
Silnik gry jest również zdolny do renderowania 32-bitowej grafiki 2D. Istnieje kilka 32-bitowych pakietów NewGRF stworzonych przez społeczność, którymi można zastąpić domyślne 8-bitowe.